# Măgheruș, Covasna
Măgheruș (maghiară Sepsimagyarós) este un sat în comuna Ozun din județul Covasna, Transilvania, România. Se află în partea de sud-est a județului, în Depresiunea Brașovului.